# Leptopharyngidae
Famille
Synonymes
- Trichopelmatidae
- Trichopelmidae

Les Leptopharyngidae sont une famille de Ciliés de la classe des Nassophorea et de l’ordre des Nassulida.

## Étymologie
Le nom de la famille vient du genre type Leptopharynx, dérivé du grec λεπτως / leptos, « finement », et φαρυγξ / farynx, « gosier, gorge », en référence à son pharynx « long et tubulaire ».

## Description
Selon Kahl (1931) Leptopharynx a une forme aplatie, de petite taille, dont la carapace délicate présente des bandes transversales de crêtes très denses. Les cils sont, sur le côté droit, assez densément implantés dans le crénelage ; les cils sont plus lâches et frêles sur le côté gauche. Le « piège » (orifice buccal) s'ouvre sur la gauche vers le premier tiers du corps. Sur la partie gauche, un peu en arrière de la bouche, se trouvent deux ou trois structures ressemblant à des cirres. La bouche, petite et effilée vers l'arrière, est légèrement enfoncée et surmontée par le côté gauche de la carapace. On observe un noyau, deux vacuoles, et des trichocystes caractéristiques.
L’espèce Trichopelma (Leptopharynx) euglenivora Kahl, 1926, qui mesure entre 40 et 50 μm, est habituellement remplie de vacuoles alimentaires vertes dilatées à la suite de l’absorption de microalgues Euglenidés (du genre Lepocinclis). Le corps apparaît alors assez renflé ; en l'absence de cet aliment, le corps est mince, incolore et plus rectiligne. Les trichocystes s'ouvrent en rangées dans les sillons de la carapace ; éjectés, ils prennent la forme de lance doté d’une pointe d'ancrage à quatre arrêtes. Les vacuoles sont alignées.
Selon Lynn (2008), les Leptopharyngidae ont une taille petite (< 80 μm). Leur forme est ovoïde, légèrement aplatie. Ils ont une carapace découpée en crêtes corticales saillantes, sous-tendues par un ectoplasme bien développé. Ils nagent librement dans leur milieu de vie. Leur ciliation somatique est holotriche (c. à d. uniforme), mais clairsemée ; le bord gauche de la région buccale a une cinétie somatique périorale de dikinétides et le bord droit a trois polykinétides oraux. Le cyrtos long et tubulaire est situé dans le 1/3 antérieur du corps. Le  macronoyau est globuleux à ellipsoïde. Micronoyau et vacuole contractile sont présents. Ce sont des microphage de bactéries et de microalgues, y compris de cyanobactéries, même des formes filamenteuses.

## Distribution
Les Leptopharyngidae vivent dans ses habitats d'eau douce et terrestres, comme les mousses.

## Liste des genres
Selon GBIF (18 juillet 2023) : aucun genre référencé.
Selon Lynn (2008) :
- Leptopharynx Mermod, 1914
  - Synonymes : Trichoderum Strand, 1942 (remplace le controversé Trichopelma Levander, 1900)
  - Espèce type : Leptopharynx costatus Mermod, 1914
- Pseudomicrothorax Mermod, 1914

## Systématique
Le nom valide de ce taxon est Leptopharyngidae.